# Îles Minto
Pour les articles homonymes, voir Minto.
Les îles Minto sont un archipel arctique du Canada, dans le territoire du Nunavut. Les îles se situent dans la partie occidentale du golfe de la Reine-Maud, entre la péninsule de Kent sur le continent du Nunavut et l'île Melbourne. L'île Victoria est à environ 47,9 km au nord.
Au début du printemps, les îles Minto sont sur le chemin de migration du caribou du continent vers le nord jusqu'à l'île Victoria.
Les îles portent le nom de Gilbert Elliot-Murray-Kynynmound (2e comte de Minto, first lord of the admiralty de 1835 à 1841, lors de l'expédition de John Pelly, gouverneur de la Compagnie de la Baie d'Hudson. En juillet 1839, George Back explore également la région.

## Source de la traduction
- (en) Cet article est partiellement ou en totalité issu de l’article de Wikipédia en anglais intitulé « Minto Islands » (voir la liste des auteurs).